# Signa
Signa là một đô thị ở tỉnh Firenze trong vùng Toscana, tọa lạc khoảng 12 km về phía tây của Florence. Tại thời điểm ngày 31 tháng 12 năm 2004, đô thị này có dân số 16.809 người và diện tích là 18,8 km².
Đô thị Signa có các frazioni (các đơn vị cấp dưới, chủ yếu là các làng) Colombaia, Lecore, Sant'Angelo a Lecore và San Mauro a Signa.
Signa giáp các đô thị sau: Campi Bisenzio, Carmignano, Lastra a Signa, Poggio a Caiano, Scandicci.

## Liên kết ngoài

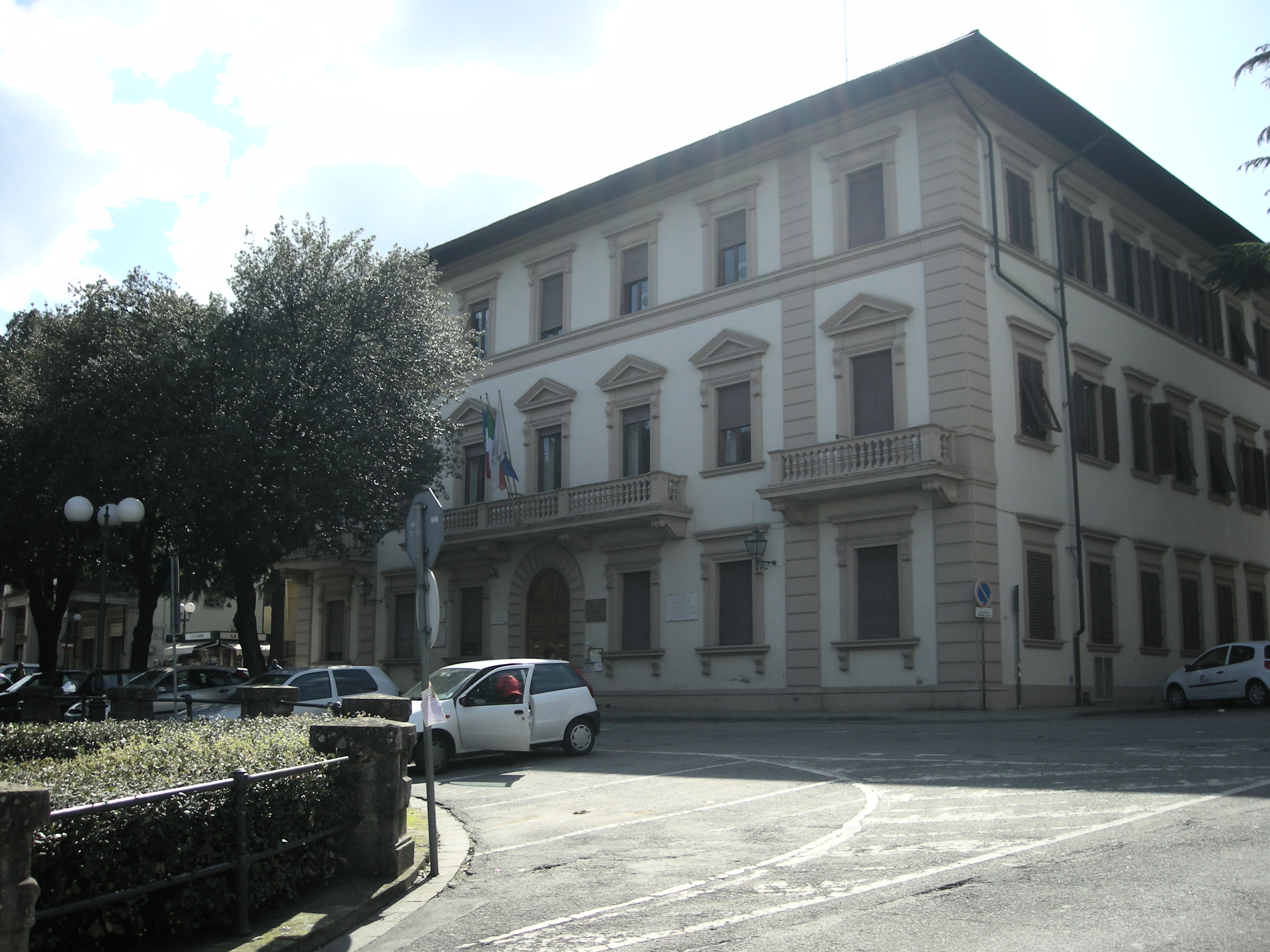
Tòa thị chính
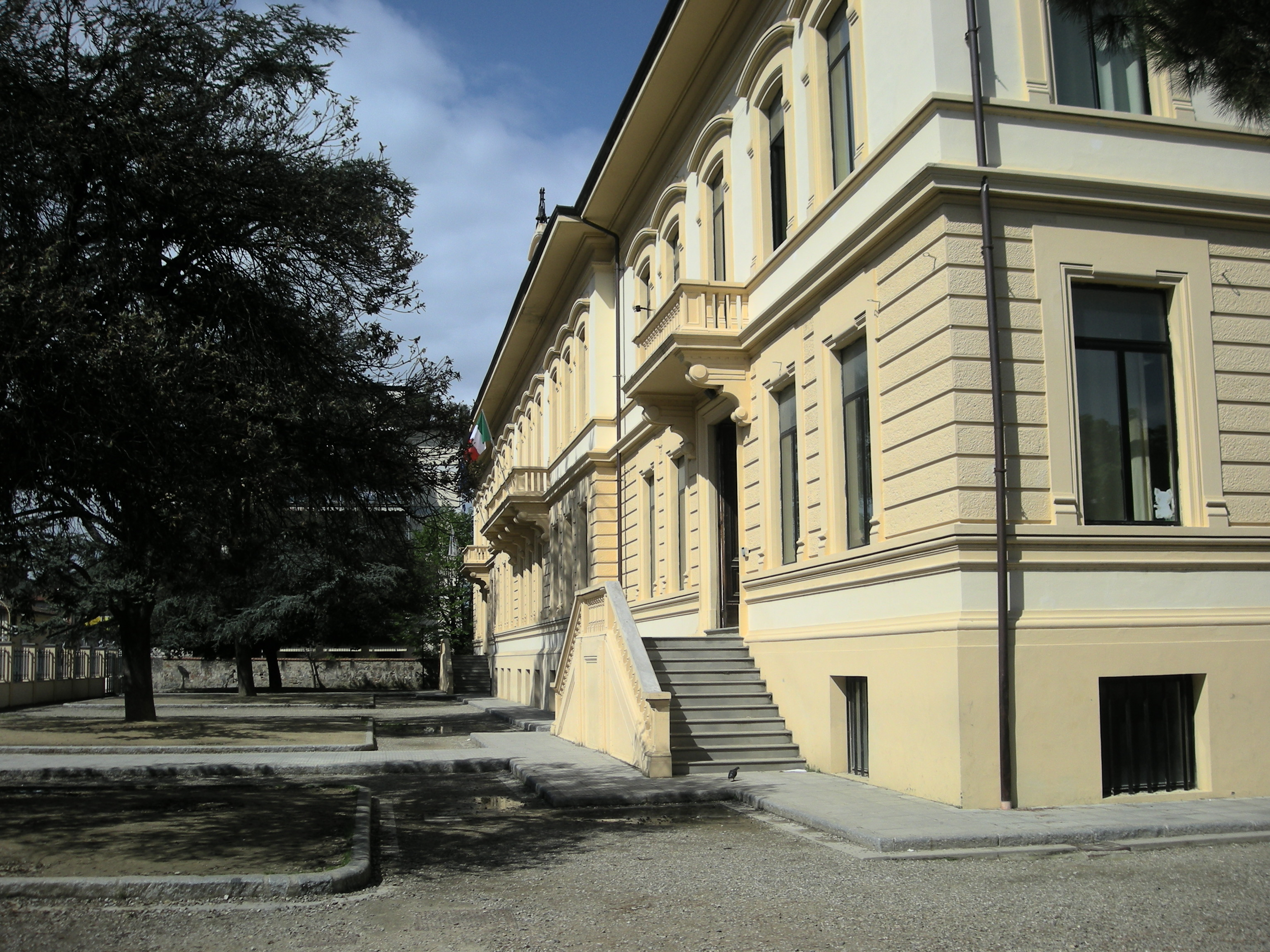
trường tiểu học
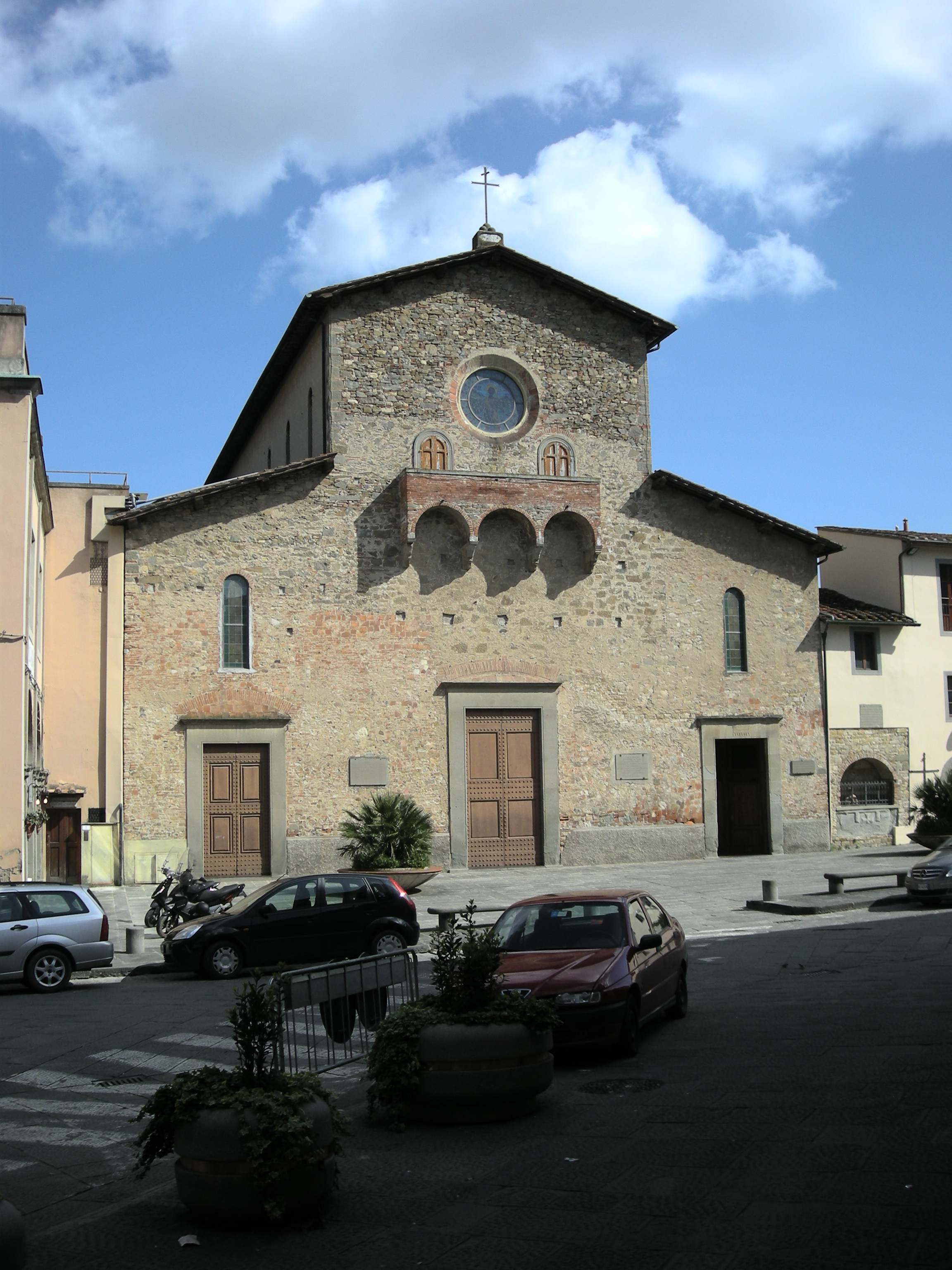
nhà thờ
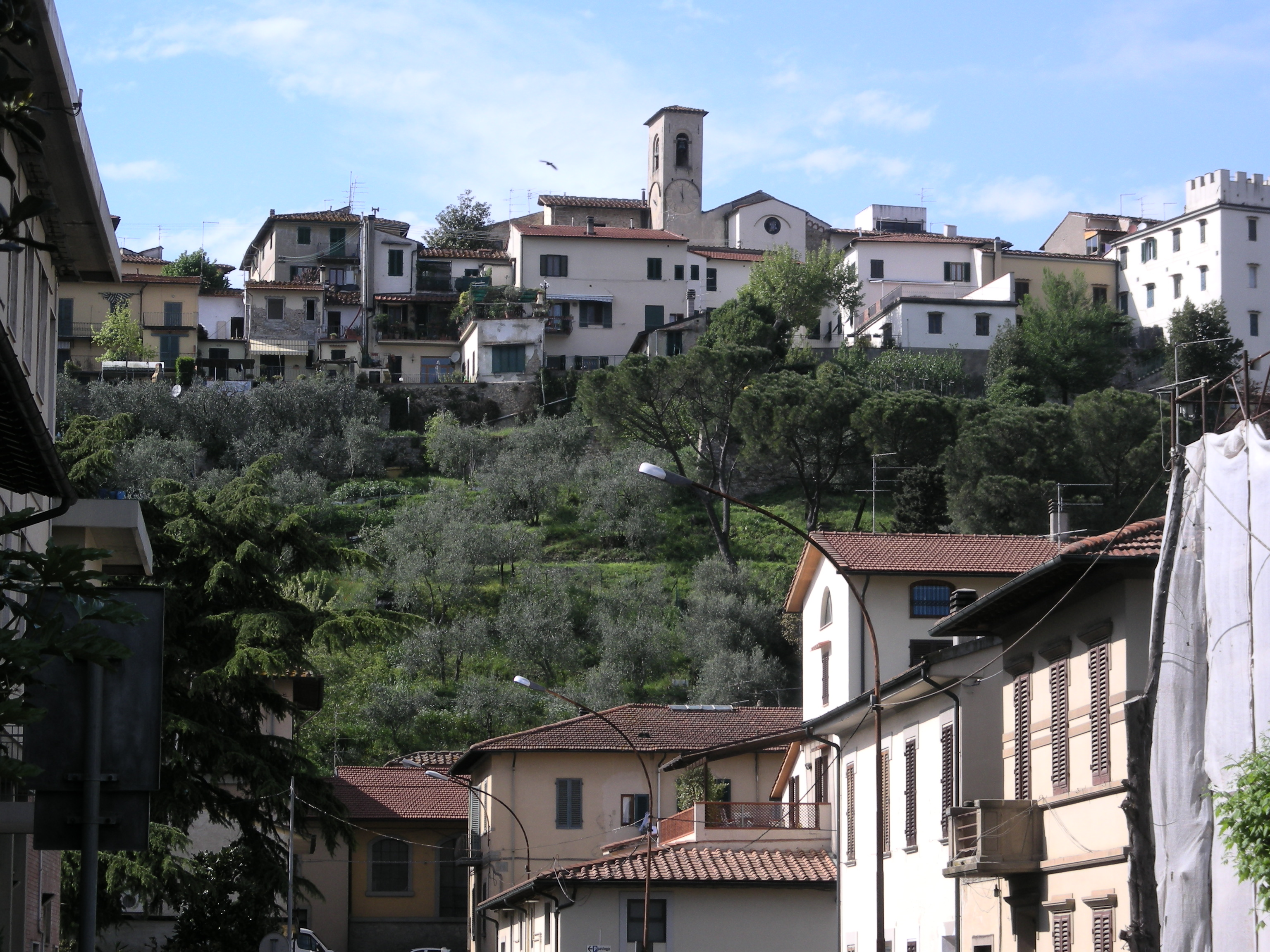
Castello
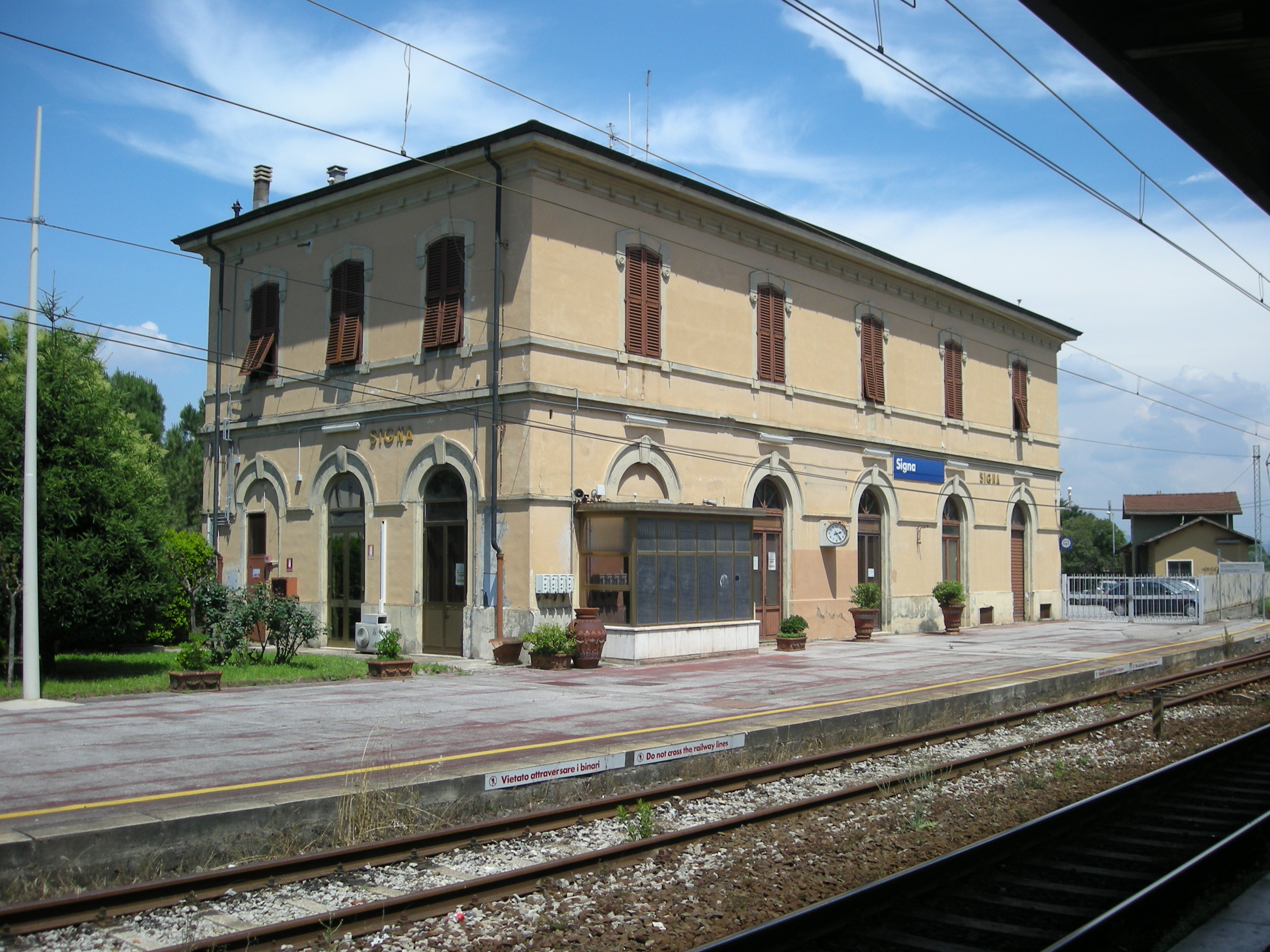
nhà ga tàu hỏa
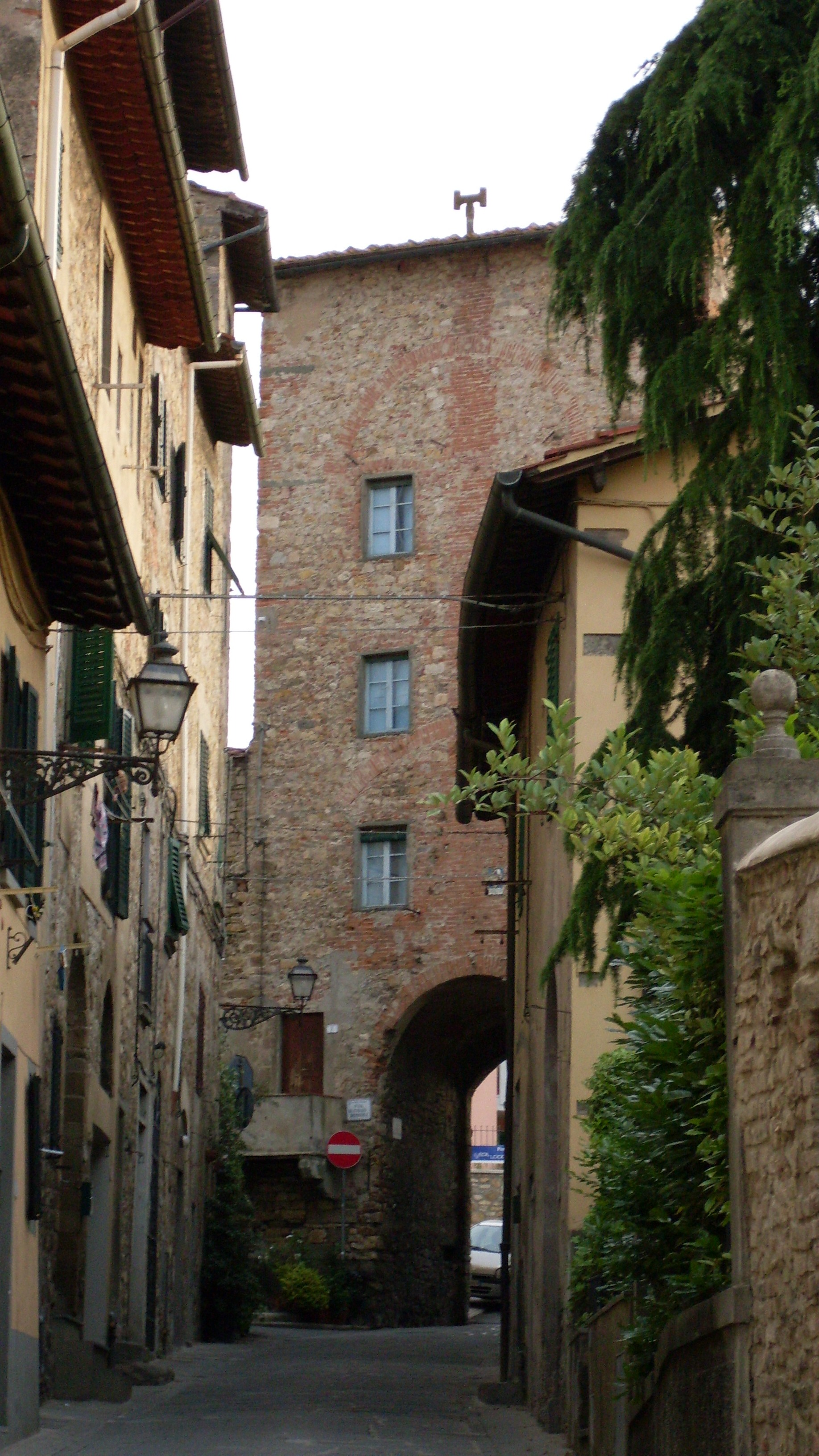
tháp San Miniato
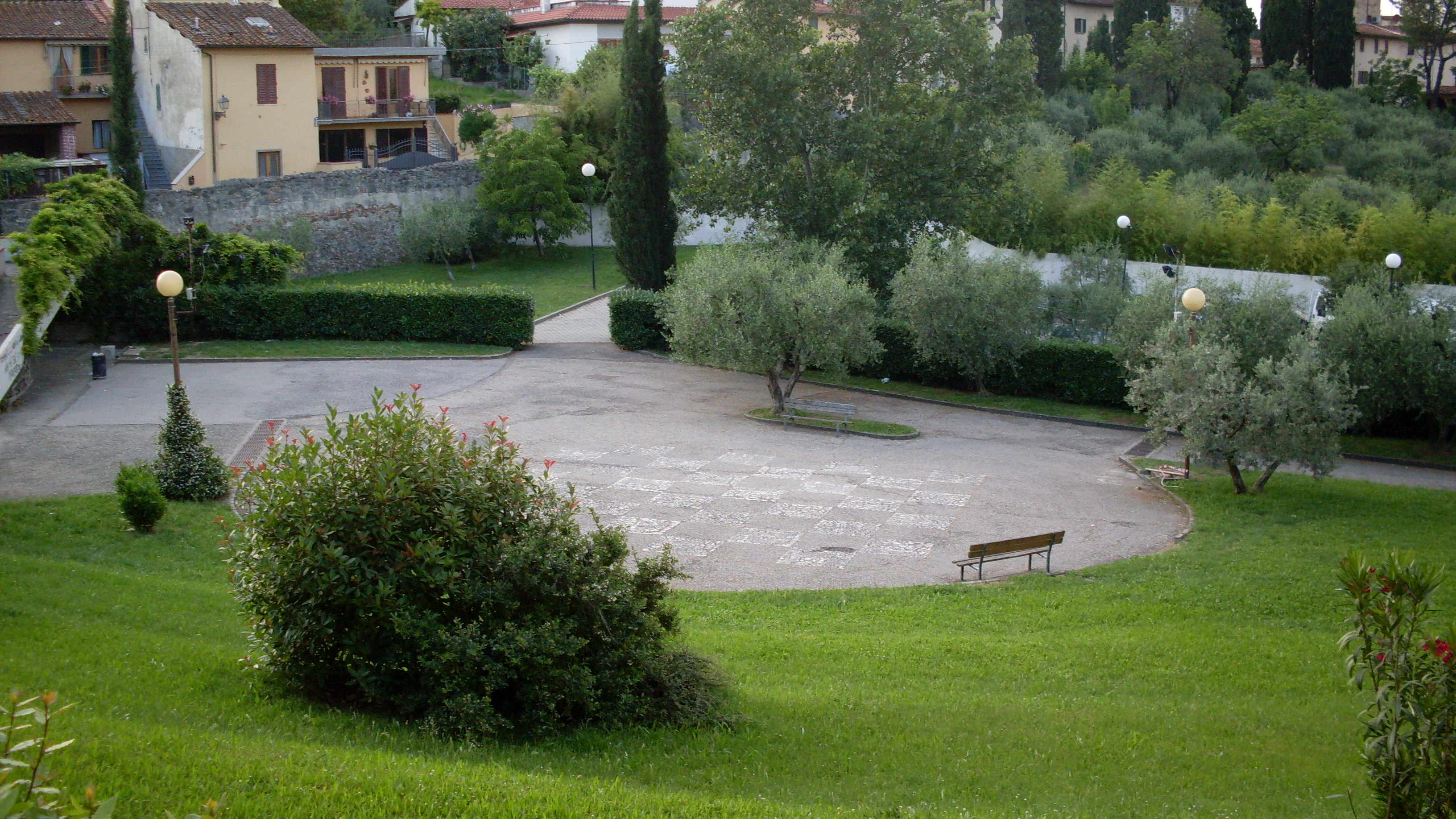
Giardini dell'Edera
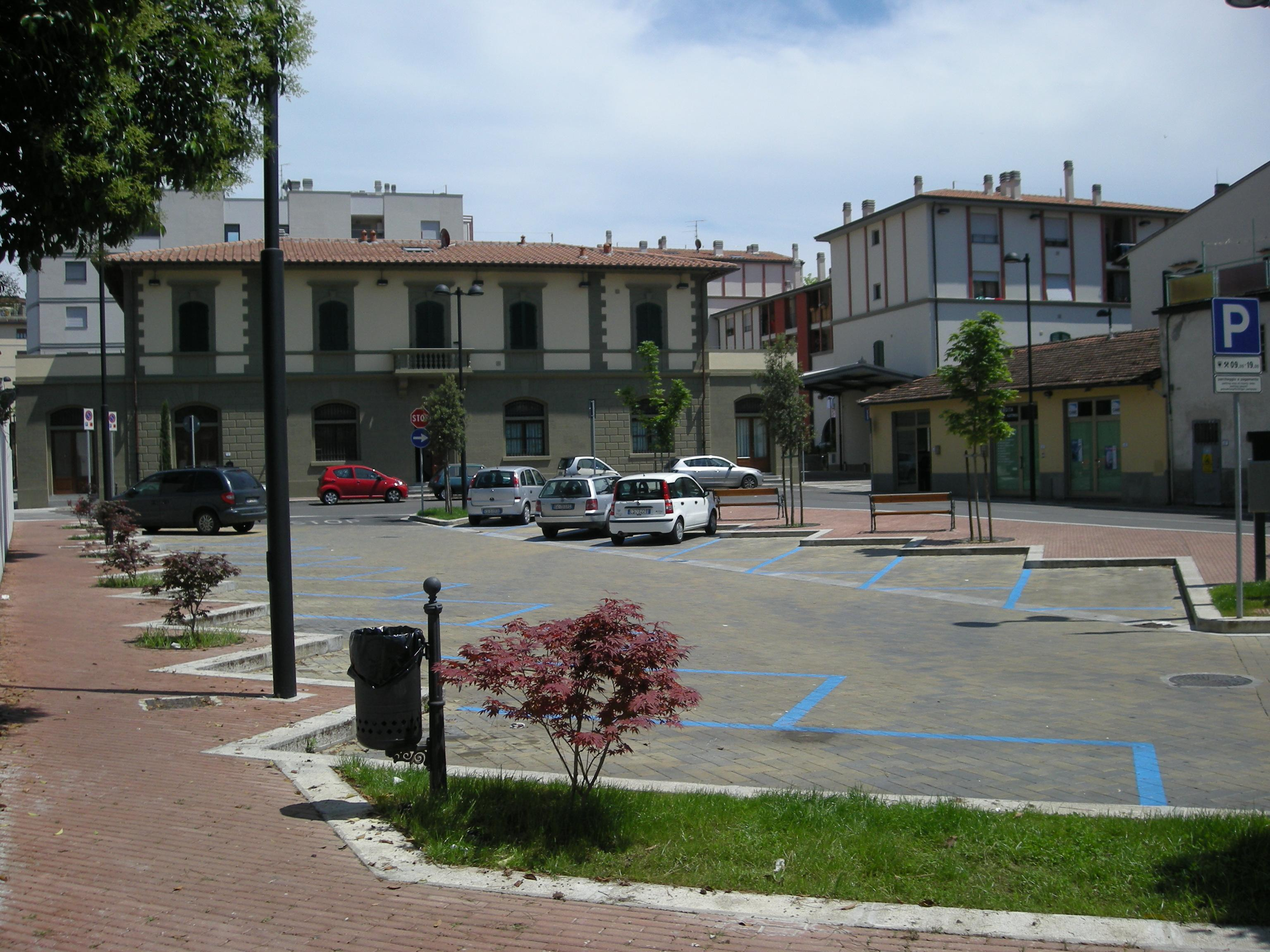
quảng trường Pratelli